# Gespitztes Glanzmoos
Das Gespitzte Glanzmoos (Phascum cuspidatum, Tortula acaulon) ist ein formenreiches Moos aus der Familie der Pottiaceae. In der Literatur werden zahlreiche Formen (Varietäten) und Unterarten beschrieben. Die Art gehört zu den kleistokarpen Moosen. Seine Kapseln bleiben auch nach der Reife geschlossen. Die in ihr enthaltenen Sporen werden erst nach Verwitterung der Kapselwand frei. Die Sporen können in den Kapseln lange Zeiträume überdauern.

## Verbreitung und Vorkommen
Das Gespitzte Glanzmoos kommt an basenreichen, kalkreichen, feuchten, auch auf länger trockenen Pionierstandorten wie offenerdigen Böschungen und Äckern vor. Seine Verbreitung umfasst die gesamte temperate Nordhemisphäre mit Beständen in Europa, Vorderasien und Nordamerika sowie Teilen Nordafrikas.

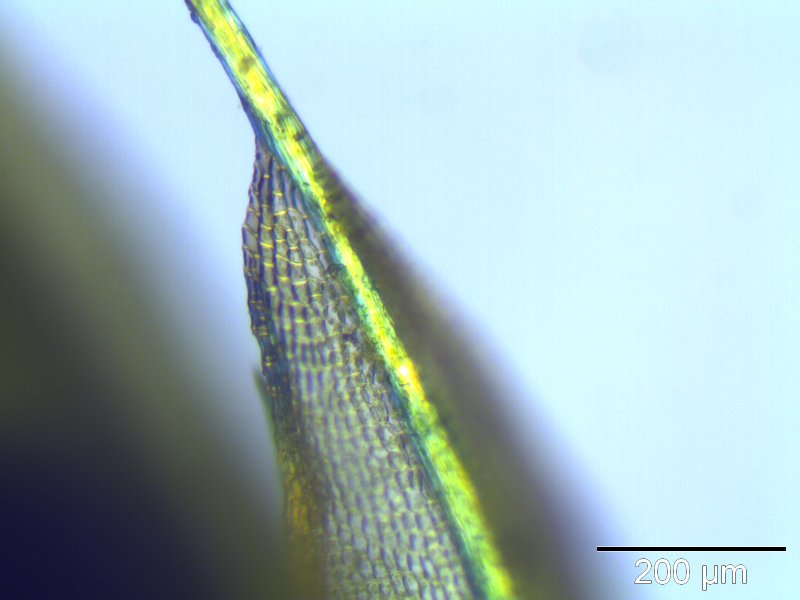
Blattspitze mit austretender Mittelrippe

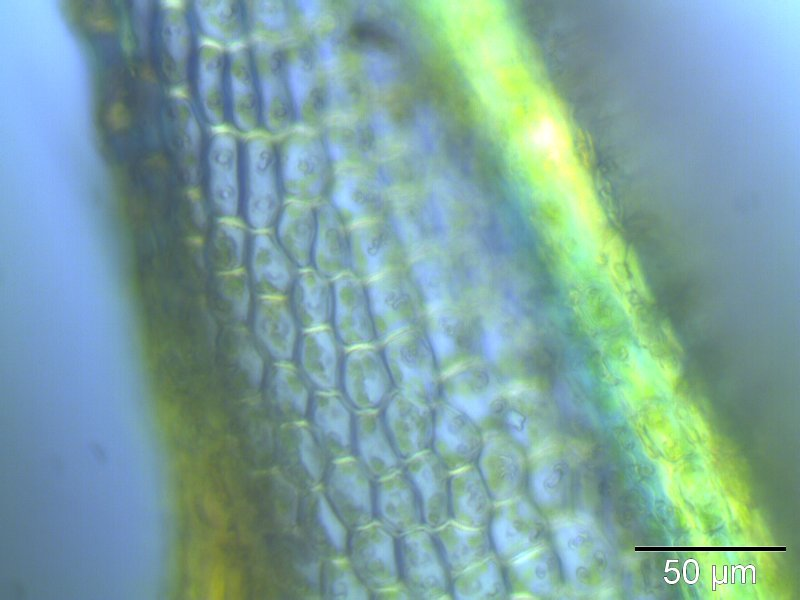
Laminazellen

## Merkmale
Das in kleinen gelb-grünen Pölsterchen oder Herden wachsende Gespitzte Glanzmoos wird meist um 4 bis 5 Millimeter, zuweilen bis 10 Millimeter hoch. Seine Blätter sitzen am oberen Ende der Pflanze relativ locker, im unteren Teil sind sie dagegen etwas abstehend. Im trockenen Zustand sind sie gebogen und neigen sich dicht zusammen. Die ganzrandigen Blätter sind länglich lanzettlich geformt mit kurz austretender, gerader Mittelrippe. Die Blattränder erscheinen oft zurückgebogen. Selten sind auch Glashaare zu finden. Das Blatt weist zudem meist papillöse Laminazellen auf.
Ab dem Spätsommer erscheinen die sitzenden, dunkelbraun bis rötlich-braun gefärbten, eikugelig geformten, mit einer stumpfen Spitze versehenen Kapseln, die bis zur Vollreife meist in die Moospflanze eingesenkt sind. Der Kapselstiel (die Seta) ist meist sehr kurz. Die Kapseln bringen papillöse Sporen hervor mit nur 0,025 bis 0,04 mm Durchmesser. Im jungen Stadium weisen die Kapseln eine kappenförmige Kalyptra auf.

## Systematik
Die Gattung Phascum wird nach neueren Publikationen in die Gattung Tortula eingegliedert. Phascum cuspidatum bekommt damit den neuen Namen Tortula acaulon.